# Charles Erwin Wilson
Charles Erwin Wilson (Minerva, 18 de julho de 1890 – Norwood, 26 de setembro de 1961) foi um empresário e engenheiro norte-americano que serviu como o 5º Secretário de Defesa dos Estados Unidos de 1953 a 1957 sob o presidente Dwight D. Eisenhower. Conhecido como "Motor Charlie", ele anteriormente havia trabalhado como presidente da General Motors durante o período pós-Segunda Guerra Mundial. Depois do fim da Guerra da Coreia, Wilson realizou um grande corte no orçamento do Departamento de Defesa.